# Château de Poudenas
Le château de Poudenas est un château situé sur la commune du Poudenas, dans le département de Lot-et-Garonne .

## Historique
Construit au XIIIe siècle par les seigneurs de Poudenas vassaux d'Edouard 1er Plantagenet, duc d'Aquitaine et Roi d'Angleterre, le château de Poudenas défend la vallée de la Gélise, qu'il surplombe de 50 mètres, au débouché de la Forêt Landaise.
Fortification militaire jusqu'au XVIe siècle, le château est alors décoré de fenêtres à meneaux, qui ouvrent le donjon au nord et au midi. Cent ans plus tard, un remaniement complet orne la cour intérieure de deux terrasses soutenues chacune par quatre arcades, et la grande façade d'une triple galerie rappelant une villa italienne et son paysage.
Le monument fait l’objet d’un classement au titre des monuments historiques depuis le 22 août 1984 pour ses façades et ses toitures du donjon et des bâtiments entourant la cour principale, sa façade Sud avec sa galerie et ses terrasses et sa toiture correspondante, sa terrasse devant la façade du château, son escalier de pierre à mur d'échiffre et à volées droites, sa cheminée du grand salon et de la salle de réception et son mur d'enceinte,. Il est également inscrit depuis le 26 mai 1952 pour le reste de ses façades et ses toitures.

## Description

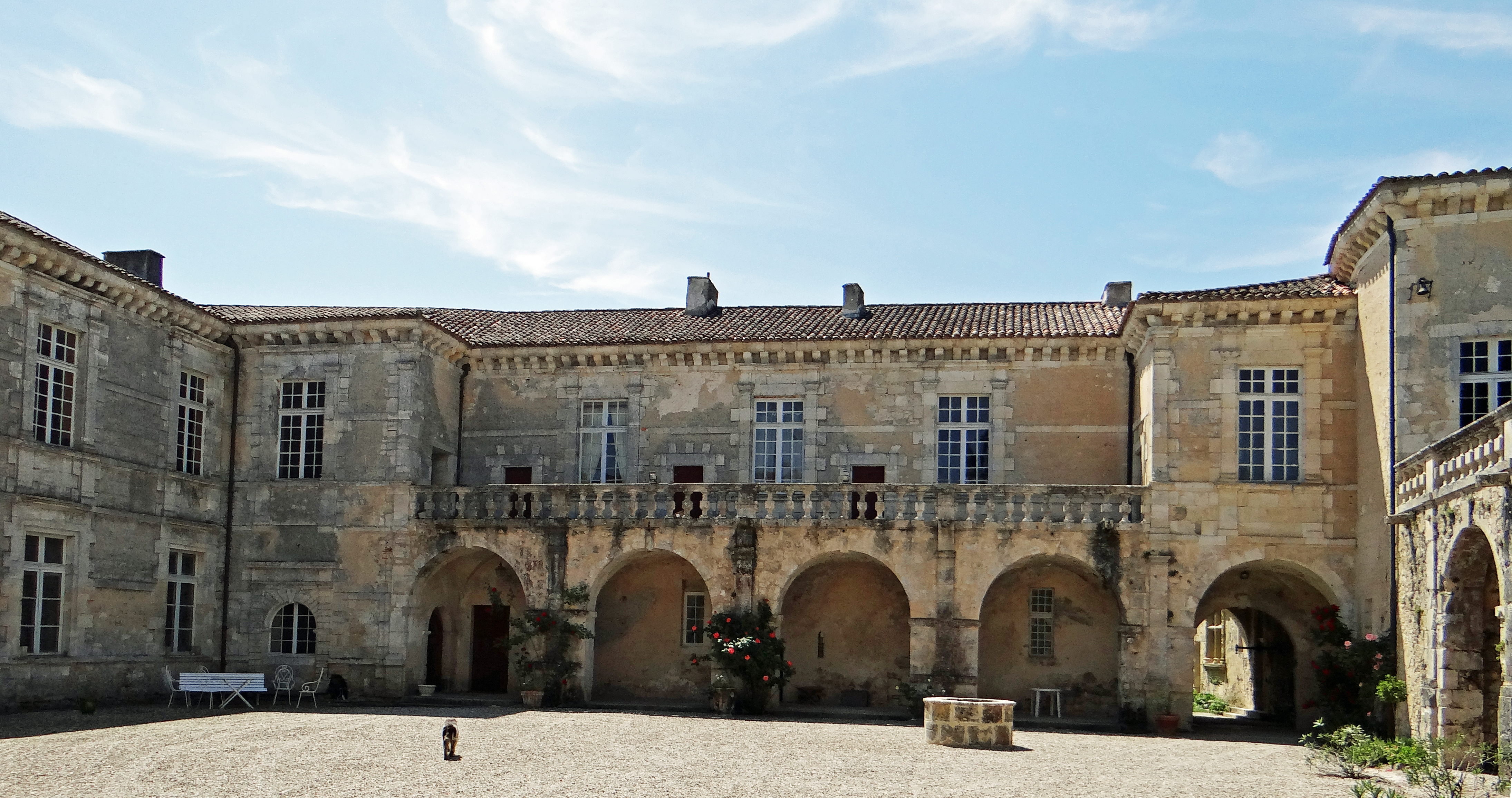
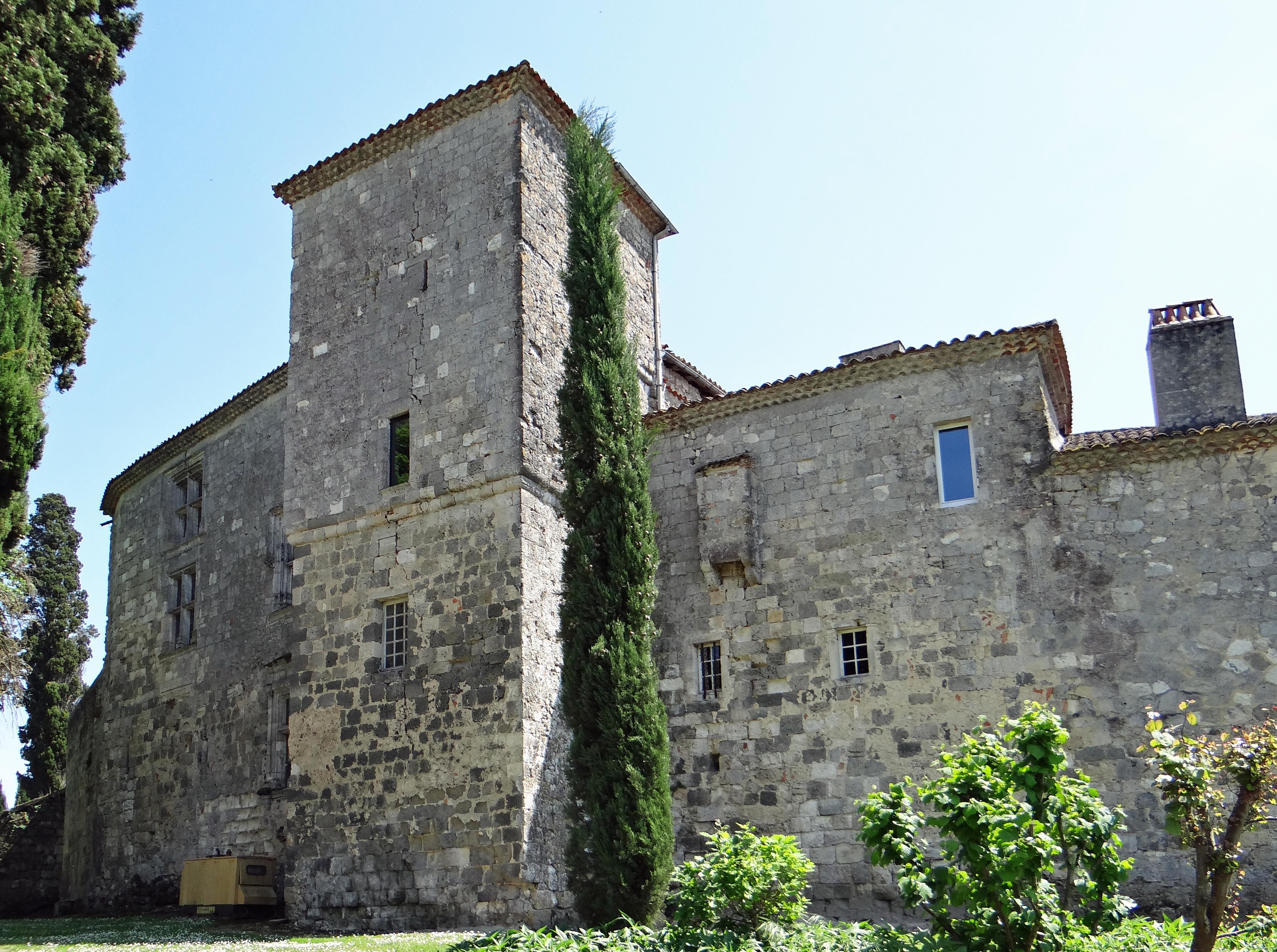